# Дубинин, Юрий Владимирович
Ю́рий Влади́мирович Дуби́нин (7 октября 1930, Нальчик — 20 декабря 2013, Москва) — советский и российский дипломат. Член Центральной ревизионной комиссии КПСС (1986—1990). Чрезвычайный и полномочный посол.

## Биография
Родился 7 октября 1930 года в городе Нальчик, Кабардино-Балкарская автономная область. Отец, Владимир Леонидович (1906—?), участник Великой Отечественной войны, инженер-строитель по профессии. Мать, Таисия Долматовна, работала агрономом. После окончания войны, родители Юрия переехали в Ростов-на-Дону, где он учился в средней школе № 2 с преподаванием французского языка.
После окончания школы с серебряной медалью, Дубинин поступил на международно-правовой факультет МГИМО, который окончил в 1954 году. Обучался вместе с Анатолием Громыко, Юрием Дерябиным, Виктором Комплектовым. В 1978 году защитил кандидатскую диссертацию по истории.
- В 1955—1956 годах — практикант в Посольстве СССР во Франции.
- В 1956—1959 годах — сотрудник секретариата ЮНЕСКО в Париже.
- В 1959—1963 годах — третий, второй секретарь Первого Европейского отдела МИД СССР.
- В 1963—1968 годах — первый секретарь, советник Посольства СССР во Франции.
- В 1968—1971 годах — заместитель заведующего Первым Европейским отделом МИД.
- В 1971—1978 годах — заведующий Первым Европейским отделом МИД.
- В 1972–1978 годах — член Коллегии МИД СССР.
- С 9 октября 1978 по 24 апреля 1986 года — чрезвычайный и полномочный посол СССР в Испании.
- С марта по май 1986 года — постоянный представитель СССР при ООН, представитель СССР в Совете Безопасности ООН.
- С 19 мая 1986 по 15 мая 1990 года — чрезвычайный и полномочный посол СССР в США.
- С 23 мая 1990 по 25 декабря 1991 года — чрезвычайный и полномочный посол СССР во Французской Республике.
- В 1991—1994 годах — посол по особым поручениям МИД России.
- С 20 декабря 1994 по 13 июня 1996 года — заместитель министра иностранных дел Российской Федерации[4].
- С 24 мая 1996 по 6 августа 1999 года — чрезвычайный и полномочный посол Российской Федерации на Украине в ранге заместителя министра иностранных дел Российской Федерации[5][6]. Был главным инициатором заключения с Украиной Договора о дружбе, сотрудничестве и партнёрстве 1997 года[2].

После выхода на пенсию в 1999 году — профессор МГИМО (У) МИД России.
Юрий Дубинин умер 20 декабря 2013 года. Похоронен в Москве на Троекуровском кладбище.

## Личная жизнь
Супруга — Лиана Завеновна Дубинина (1933—2009), с которой познакомился во время учёбы в МГИМО. Пара имела трёх дочерей — Наталию (род. 1956), Ирину и Татьяну. 
Владел французским, испанским и английским языками.

## Награды
- Орден Дружбы (29 октября 2010) — за большой вклад в реализацию внешнеполитического курса Российской Федерации и многолетнюю добросовестную работу, заслуги в научно-педагогической деятельности и подготовке высококвалифицированных кадров[10].
- 3 ордена Трудового Красного Знамени (1971, 1980, 1988).
- Орден Дружбы народов (1975).
- Орден «Знак Почёта» (1967).
- Заслуженный работник дипломатической службы Российской Федерации (18 апреля 2005) — за заслуги в реализации внешнеполитического курса Российской Федерации и многолетнюю плодотворную дипломатическую деятельность[11].
- медали.
- Орден «За заслуги» II степени (10 августа 1999, Украина) — за весомый личный вклад в развитие украинско-российских отношений[12].
- Командор ордена «За заслуги» (Франция).
- Орден святого благоверного князя Даниила Московского III степени (РПЦ, 2011) — за миротворческие труды и в связи с 80-летием со дня рождения[13].

## Творчество
Юрий Владимирович написал книгу о своей службе в Испании в период перехода этой страны к демократии — «Амбахадор! Амбахадор! Записки посла в Испании». Она вышла на русском и испанском языках. Также Ю. В. Дубинин написал книгу «Дипломатическая быль. Записки посла во Франции». Автор книги «Дипломатический марафон», издательство «Колос» 2009 года.
Также Юрий Владимирович перевёл с французского на русский язык книгу «Французская волчица», автор Морис Дрюон, издательство «ЭКСМО» 2009 года.